# Roquelaure-Saint-Aubin
Roquelaure-Saint-Aubin è un comune francese di 119 abitanti situato nel dipartimento del Gers nella regione dell'Occitania.

## Società

### Evoluzione demografica
Abitanti censiti